# Condado de Marshall (Oklahoma)
El condado de Marshall (en inglés: Marshall County), fundado en 1907, es un condado del estado estadounidense de Oklahoma. En el año 2000 tenía una población de 13.184 habitantes con una densidad de población de 14 personas por km². La sede del condado es Madill.

## Geografía
Según la oficina del censo el condado tiene una superficie total de 1106 km² (427 mi²), de los que 961 km² (371 mi²) son tierra y 145 km² (56,0 mi²) (13,08%) son agua.

### Condados adyacentes
- Condado de Johnston - norte
- Condado de Bryan - este
- Condado de Grayson - sur
- Condado de Love - oeste
- Condado de Carter - noroeste

### Principales carreteras y autopistas
- U.S. Autopista 70
- U.S. Autopista 177
- U.S. Autopista 377
- Autopista estatal 32
- Autopista estatal 99

### Espacios protegidos
En este condado se encuentra parte del refugio para la vida salvaje de Tishomingo que preserva varios hábitats.

## Demografía
Según el censo del 2000 la renta per cápita media de los habitantes del condado era de 26.437 dólares y el ingreso medio de una familia era de 31.825 dólares. En el año 2000 los hombres tenían unos ingresos anuales 25.201 dólares frente a los 19.932 dólares que percibían las mujeres. El ingreso por habitante era de 14.982 dólares y alrededor de un 17,90% de la población estaba bajo el umbral de pobreza nacional.

## Ciudades y pueblos
- Cumberland
- Kingston
- Lebanon
- Madill
- Oakland
- New Woodville